# Rômulo Argentieri
Rômulo Argentièri ou Rômulo R. Argentière (Amparo - 23 de dezembro de 1916 — Carnaúba dos Dantas, 17 de março de 1995) foi um engenheiro de minas, cientista, jornalista e astrofísico brasileiro, pioneiro no estudo da física nuclear no Brasil.

## Biografia
Descendente de uma família de judeus sefarditas franceses que emigraram para o Brasil, Rômulo nasceu em Amparo (SP) e cursou o ensino básico no Colégio de São Benedito, em sua cidade natal, período em que conheceu, na vizinha Lindoia, a cientista Marie Curie, da qual viria a ser seu aluno na Escola Superior de Física e Química Industrial de Paris (em francês: École supérieure de physique et de chimie industrielles de la ville de Paris - ESPCI), instituição pública de ensino superior caracterizada como uma das grandes écoles de Engenharia da França, onde ele concluiu, em 1938, a graduação em Engenharia de Minas. Nesse mesmo ano, tornou-se membro da Societé de Chimie Physique.
Ao retornar ao Brasil com o diploma de engenheiro de minas, ele começou a trabalhar como pesquisador e divulgador científico no país. Poliglota fluente em 8 idiomas, correspondia-se, frequentemente, com os cientistas Werner von Braun, Albert Einstein e numerosos físicos da Academia Soviética de Ciências.
No final de década de 1940, ele retornou à França, onde foi realizar estudos de pós-graduação na École nationale supérieure des mines de Paris onde concluiu seu curso em 1948, especializando-se em Radioatividade Natural.
Possuía especial apreço pelo Nordeste do país, onde esteve pela primeira vez em 1943, enviado pelo governo de Getúlio Vargas no acompanhamento de cientistas norte-americanos na busca de minérios para a indústria bélica estadunidense. Nessa mesma época, Argentière trabalhou como consultor do Exército Brasileiro no tocante à manipulação de minérios radioativos.
Em 1946, foi, junto com Vitor Augusto da Luz, um dos tradutores da obra "Dialética da natureza", de Friedrich Engels, obra publicada pela Editora Flama.
Rômulo Argentière foi um dos articuladores envolvidos na fundação de várias instituições científicas, com destaque para a Sociedade Brasileira dos Amigos da Astronomia (SBAA), entidade criada em Fortaleza/CE, em 26 de fevereiro de 1947, sob a liderança de Rubens de Azevedo, o Observatório do Capricórnio, criado em 1948, na cidade de São Paulo, sob a liderança de Jean Nicolini, e a Associação Norte Rio-grandense de Astronomia (ANRA).
Em 1950, Rômulo foi redator do anteprojeto que criaria, posteriormente, a Comissão Nacional de Energia Nuclear (CNEN).
Embora trabalhasse para o governo, inclusive atuando como pesquisador no CNEN, Argentière possuía ressalvas quanto ao programa nuclear brasileiro, sobretudo às usinas de Angra dos Reis (RJ).
Como divulgador científico, além de apresentar pioneiramente ao público brasileiro a física nuclear e a astronáutica, ele também atuou como ensaísta e jornalista da coluna de ciência do Correio Paulistano, sendo um dos primeiros divulgadores no Brasil das inovadoras pesquisas sobre mudanças climáticas que eram produzidas no Exterior.
Em março de 1995, Rômulo faleceu por um carcinoma no esôfago, tendo morrido no ostracismo e na pobreza no interior potiguar com uma aposentadoria no valor de 1 salário mínimo, onde foi enterrado no cemitério Bom Pastor, situado em Natal (RN).
De acordo com os pesquisadores Juliana Cavalcante Bezerra Silva e Lindercy Francisco Tomé de Souza Lins, Argentière teria deixado datilografados os manuscritos de um livro inédito: “O Ciclo D’água no Nordeste Brasileiro”, obra dividida em 6 blocos: Bloco I – O Mar, bloco II – A Água, bloco III – A Terra, bloco IV – Os Vegetais, bloco V – A Atmosfera, bloco VI – O Homem.

## Obras
Rômulo Argentière consagrou-se como escritor na área científica, possuindo cerca de 30 títulos e mais de 3 milhões de exemplares vendidos. Suas principais obras foram:
- O Sol e a sua Família (1945);
- Estrelas e Universo (1945);
- História da Terra (1945);
- Os Grandes Cavaleiros Cósmicos (1945);
- Tradução de Dialética da natureza, de Friedrich Engels, em conjunto com Romulo Argentière e Vitor Augusto da Luz (1946).
- Viagem à Lua (1947);[1]
- Astronáutica (1957);
- Átomos e Estrelas (1957);
- A Atmosfera (1957);
- O Sol e os Planetas (1957);
- A Terra (1966), em seis volumes;
- Moderna Enciclopédia do Mundo Juvenil (1966), em seis volumes;
- Moderna Enciclopédia da Ciência (1970).